# Café de tortilla quemada
Le café de tortilla quemada (litt. « café de tortilla brûlée ») est une boisson mexicaine d'origine maya. C'est une boisson de consommation courante facile à préparer qui, contrairement à ce que son nom laisse supposer, ne contient pas de café (inconnu sur le continent américain avant la colonisation espagnole).

## Préparation
Les tortillas de maïs sont cuites sur un comal jusqu'à carbonisation. Le charbon végétal qui résulte de cette transformation est réduit en poussière puis mélangé dans de l'eau chaude à de la cannelle et du piloncillo.

## Culture
Le café de tortilla quemada était consommé à l'époque préhispanique en Mésoamérique, particulièrement dans l'aire de peuplement maya qui va du Chiapas jusqu'au Yucatán. C'est une boisson à laquelle la médecine traditionnelle mexicaine prête plusieurs vertus comme le blanchiment les dents, la neutralisation de la mauvaise haleine et le soulagement des maux d'estomac.
De nos jours, il continue à être populaire comme alternative au café. Il est réputé avoir un goût proche de celui du café américain.